# Nova Mehika
Nova Mehika [nôva méhika] (angleško New Mexico, špansko Nuevo México, navaho Yootó Hahoodzo) je jugozahodna zvezna država ZDA.

## Zgodovina
Sprva je bilo ozemlje Nove Mehike španska kolonija podkraljevine Nove Španije, nato pa mehiška provinca.
Po ameriško-mehiški vojni je ozemlje pripadlo ZDA (zvezna država je postala šele leta 1912).